# Ayla Erduran

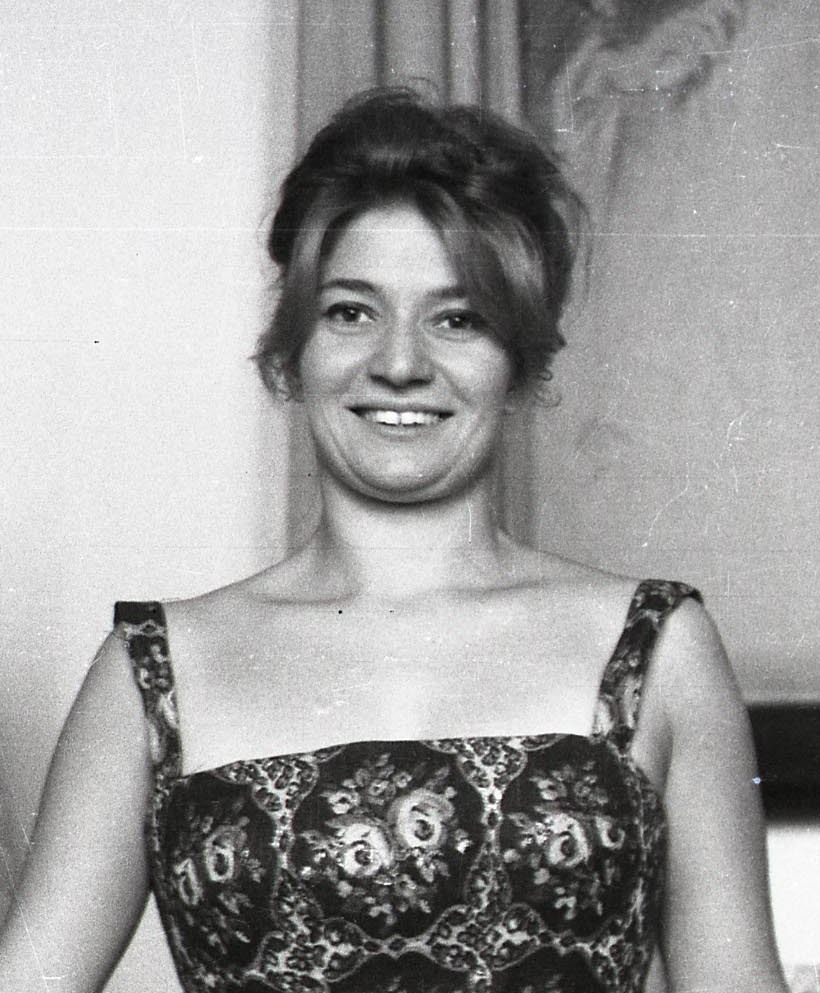
Ayla Erduran im Atelier von Aliye Berger

Ayla Erduran (* 22. August 1934 in Istanbul; † 7. Januar 2025 ebenda) war eine türkische Geigerin und Hochschullehrerin.

## Biografie
Erduran wurde in Istanbul geboren und wuchs dort auf. Die ersten Geigen-Stunden erhielt sie von ihrer Mutter. Ab dem vierten Lebensjahr wurde sie von Karl Berger unterrichtet. Im Alter von zehn Jahren gab sie ihr erstes Konzert, sie trat mit Ferdi Statzer in einem Kino Saray auf. 1946, als sie 12 Jahre alt war, begann sie ein fünfjähriges Studium am Konservatorium in Paris. 1951 zog sie für vier Jahre in die USA, dort waren ihre Lehrer Ivan Galamian und Zino Francescatti. 1957 und 1958 studierte sie am Moskauer Konservatorium bei David Oistrach.
Erduran unternahm Konzertreisen in Europa, den USA und Kanada, sie besuchte auch Südkorea und Indien. 1958 spielte sie in Belgien die Premiere eines Violinkonzerts von Ulvi Cemal Erkin, der selbst dirigierte. 1963 tourte sie mit dem Cumhurbaşkanlığı Senfoni Orkestrası (Symphonieorchester des Präsidenten) durch den Nahen Osten. Den Auftritt für den Harriet-Cohen-Preis 1964 absolvierte sie mit Mithat Fenmen. 1965 wurde ihr Konzert in der Royal Albert Hall von der BBC live übertragen. In diesem Jahr wurde der 100. Geburtstag von Jean Sibelius gefeiert, sie spielte aus diesem Anlass das Violinkonzert von Sibelius mit dem Orchestre de la Suisse Romande in Genf.
Im Jahr 1973 übernahm Erduran einen Lehrauftrag des Conservatoire de Lausanne in der Schweiz, den sie bis 1990 innehatte.
Nach 1990 veröffentlichte Erduran einzelne CDs und gab weiterhin Konzerte.

## Auszeichnungen
- 1957: 5. Platz beim Internationalen Henryk-Wieniawski-Violinwettbewerb
- 1964: Harriet Cohen International Music Award
- 1970: Beethoven-Preis
- 1971: Nationale Künstlerin der Türkei